# Natalia Nisbeth
Adelheid Natalia Augusta Nisbeth, född den 10 mars 1842 i Göteborg, död den 5 februari 1927 i Kalmar, var en svensk översättare. Nisbeth var under åren 1902–1924 verksam som översättare av ungdomsböcker och underhållningsromaner från franska, engelska, tyska och danska.
Natalia Nisbeth var dotter till tullförvaltaren Per Fredrik Nisbeth och Anna Charlotta Bratt af Höglunda. Hon var 1896 föreståndarinna för en pianoskola i Malmö, men bodde vid sekelskiftet i Stockholm med systern Josefina Nisbeth som var konstnär.

## Översättningar (urval)
- Maurice Hewlett: Riddar Prosper (The forest lovers) (Johnson, 1902)
- Jules Verne: Blockadbrytaren (Johnson, 1903)
- Jules Verne: Martin Paz (Johnson, 1905)
- Käthe van Beeker: Stina, Greta och jag (Chelius, 1905)
- Émile Zola: Drömmen (B. Wahlström, 1912)
- Pierre Loti: Islandsfiskare (B. Wahlström, 1912)
- Alexandre Dumas den yngre: Kameliadamen (La dame aux camélias) (B. Wahlström, 1912)
- Helen Mathers: En yrhätta (B. Wahlström, 1913)
- H. Rider Haggard: Hon eller Dödsgrottorna vid Kôr (B. Wahlström, 1913)
- Marie Corelli: Prins Lucio (The sorrows of Satan) (B. Wahlström, 1924)